# 山口愛次郎
山口愛次郎（やまぐち あいじろう、1894年（明治27年）7月14日 - 1976年（昭和51年）9月24日）は、カトリック教会の司教。カトリック長崎大司教区の司教・大司教を務めた。洗礼名は「パウロ」。
1945年（昭和20年）8月9日、長崎市への原子爆弾投下により、爆心地から至近距離（約550ｍ）に在った浦上天主堂は全壊・全焼し破壊され廃墟となった。
戦後、被爆した天主堂遺構の保存が問題となったとき、カトリック長崎司教を務めていた山口愛次郎はその地に遺構を残すのではなく天主堂再建を決断する。1955年から1956年、アメリカ・カナダを訪問し、建設資金獲得等に尽力する。1959年10月に新しい浦上天主堂は完成した。戦後14年が経過していたが、信徒にとって「祈り」の場所、浦上天主堂は「復活」した。

## 来歴
- 1894年（明治27年）7月14日 - 長崎県西彼杵郡浦上山里村中野郷（現・長崎市橋口町）で誕生[注釈 1]。
山里尋常高等小学校を卒業し、長崎公教神学校哲学科に入学[4]。

- 1919年 長崎公教神学校を卒業後、イタリアに留学、ローマのヴァチカン布教聖庁が運営するウルバノ大学で学ぶ。ここで、人種、国籍の差別のない、隔のない間柄で共同生活を体験する[5]。

- 1923年12月24日 - ローマウルバノ大学（現・ウルバニア大学）で学んだ後、ローマで司祭に叙階される[6]。
- 1924年 - 鯛ノ浦教会（南松浦郡新上五島町）の主任司祭となる[6]。
- 1926年 - 長崎公教神学校の教授となる[6]。
- 1930年 - 中町教会（長崎市）の主任司祭となる[6][注釈 2]。

- 1936年11月9日 - 鹿児島使徒座知牧区長に任命される[7]。
- 1937年7月1日に長崎司教に任命され、11月7日に司教に叙階される。
- 1943年 - 日本海軍要員としてインドネシアに赴任。現地信徒の司牧に携わる。
- 1945年8月9日、長崎市へ原子爆弾が投下される。
このとき、実母と弟家族を失った。実母は浦上天主堂内で犠牲になった[8]。

- 1946年1月、長崎へ帰国。
- 1948年 - 長崎市議会臨時会の中で、警察制度の改革に伴う初代の長崎市公安委員の1名[9]に推薦・選出される。また公安委員同士の互選により公安委員長に選出される。
- 1959年 - 長崎司教区が大司教区に昇格することにより、5月14日に長崎大司教に任命され、9月27日に長崎大司教に昇任。
- 1962年 - 6月8日 - 日本二十六聖人列聖記念100年祭のミサを大浦天主堂で挙行。
  - この年から1965年まで第2バチカン公会議に参加。
- 1968年 - 12月19日 - 長崎大司教を退任（在任期間は、長崎司教として22年、長崎大司教としては9年、計31年）。
- 1976年（昭和51年）9月24日 - 死去。（82歳）

## その他
- 長崎県公安委員長や学校法人純心学園長も歴任した。